# Neokhorákion (ort i Grekland)
Neokhorákion (Neochoraki) är en ort i Grekland.   Den ligger i prefekturen Nomós Magnisías och regionen Thessalien, i den centrala delen av landet, 160 km nordväst om huvudstaden Aten. Neokhorákion ligger 316 meter över havet och antalet invånare är 118.
Terrängen runt Neokhorákion är lite bergig. Runt Neokhorákion är det ganska glesbefolkat, med 24 invånare per kvadratkilometer. Närmaste större samhälle är Almyrós, 12,1 km öster om Neokhorákion. Trakten runt Neokhorákion består till största delen av jordbruksmark.